# NGC 2787
NGC 2787是一个位于大熊座的棒透镜星系，距离地球大约2400万光年。1999年，哈勃太空望远镜对NGC 2787进行了观测。

## LINER谱线
NGC 2787包含一个低电离核区（LINER），这是一种弱电离原子的特征谱线类型。LINER在透镜星系中非常常见，大约五分之一的相邻透镜星系都包含LINER。